# Погосов, Арутюн Варосович
Арутюн Варосович Погосов — советский хозяйственный, государственный и политический деятель.

## Биография
Родился в 1906 году в селе Кливанское Эриванской губернии. Член КПСС с 1928 года.
С 1920 года — на хозяйственной, общественной и политической работе. В 1920—1952 гг. — обувщик кооперативной мастерской в Чарджуе, обувщик мастерской Ашхабадского педтехникума, председатель профсоюза кожевенников Туркменской ССР, сырьевщик Туркмгосторга, сырьевщик Туркменского треста Союзкож, заведующий Мервским коопснабом, директор Туркменской конторы Союзкожа, руководящий работник лёгкой промышленности в городе Москва, 1-й секретарь Кировского районного комитета ВКП(б) города Москвы, заместитель секретаря Московского горкома ВКП(б) по местной промышленности и промкооперации, 2-й секретарь ЦК КП(б) Армении.
Избирался депутатом Верховного Совета СССР 3-го созыва.
Умер в Москве в 1962 году.